# Noa Kiepenheuer
Noa (Elisabeth) Kiepenheuer (* 24. Februar 1893 in Fürth; † 7. November 1971 in Weimar) war eine deutsche Verlegerin, Übersetzerin und Autorin (als Matthias Holnstein).

## Leben
Noa Kiepenheuer wurde als Elisabeth Emma Josephine Holnstein am 24. Februar 1893 in Fürth (Bayern) geboren. Der Namenszusatz „Noa“ entstand erst später und leitet sich von den Aufzeichnungen Paul Gauguins aus der Südsee ab, die dieser mit „Noa Noa“ betitelte. Noa Kiepenheuer besuchte die Lehrerinnen-Bildungsanstalt sowie die Handelsschule in München und machte eine Ausbildung als Buchhändlerin. Danach arbeitete sie als Sekretärin bei Wilhelm Herzog, dem Herausgeber der Zeitschrift Das Forum.
1917 heiratete die 24-jährige Elisabeth Holnstein Alfred Karl Mayer, der zu dieser Zeit als Theaterkritiker bei der Vossischen Zeitung tätig war. Aus der Ehe ging eine Tochter hervor – die spätere Schauspielerin Eva Mayer (* 31. Dezember 1917 in München; † 2008 in Leipzig). Die Ehe ging nach nur wenigen Jahren zu Bruch. Am 25. Januar 1925 heiratete Elisabeth Holnstein den Verleger Gustav Kiepenheuer. Sie war bereits seine dritte Ehefrau. Mit der Heirat stieg die gelernte Buchhändlerin auch in den Gustav Kiepenheuer Verlag ein, der sich zu dieser Zeit in Potsdam befand.
Der Buchgestalter Artur Liebig urteilte um 2010 in einem Interview: „Lustig war auch Noa mit ihrer roten Vergangenheit. Sie war nicht in der kommunistischen Partei, aber durch Gustav geprägt, der die ganze linke Literatur herausgegeben hat.“ 1946 trat sie aus der Katholischen Kirche aus.

## Literarisches Werk
Von 1925 bis 1933 war Noa Kiepenheuer neben ihrer Arbeit im Verlag ihres Mannes auch als Übersetzerin tätig, außerdem verfasst sie Kurzgeschichten die in der Frankfurter Zeitung und im Berliner Tageblatt erschienen sind und Radiosendungen. 1934 erschien im Gustav Kiepenheuer Verlag in einer Auflage von 6000 Exemplaren eines der schönsten Bücher des Verlags, Die Sommerburg. Ein Malerbuch von Schaefer-Ast mit einer Erzählung von Matthias Holnstein. Matthias Holnstein war das Pseudonym Noa Kiepenheuers. Die Sommerburg ist die einzige Prosaarbeit von ihr, die im Kiepenheuer Verlag erschien. Sie übersetzte Werke von Charles Dickens, Nathaniel Hawthorne, Marjorie Bowen, Frédéric Mistral, Marcel Aymé, Colette und anderen ins Deutsche, unter einem ihrer beiden Namen.

## Noa Kiepenheuer als Verlegerin
Gustav Kiepenheuer starb am 6. April 1949 in Weimar. Eigentlich hatte das Ehepaar Kiepenheuer beabsichtigt, in den Westen zu flüchten, wo wenige Monate zuvor Joseph Caspar Witsch die Gustav Kiepenheuer Verlag GmbH in Hagen mit Vollmacht Gustav Kiepenheuers gegründet hatte. Kiepenheuer und Witsch hatten geplant, den Verlag im Westen gemeinsam zu führen. Die Mehrheit mit 51 % am neu gegründeten Verlag hielt jedoch Gustav Kiepenheuer. Nach dem Tod ihres Mannes entschied Noa Kiepenheuer jedoch, nicht in den westlichen Verlag einzutreten, sondern den Gustav Kiepenheuer Verlag in Weimar im Sinne ihres Mannes weiterzuführen. Schon zwei Wochen nach dem Tod Kiepenheuers wurden am 29. April 1949 tiefgreifende Veränderungen im Gesellschaftervertrag der Dependance in Hagen festgelegt. Vier neue Gesellschafter traten in die Firma ein: Dr. Gerling (mit 20 Prozent), Col. Alexander, Dr. Borgers, Dr. Breuer (mit je 10 Prozent). Das Stammkapitel wurde auf 150.000 DM erhöht. Diese Veränderungen bedeuteten für Noa Kiepenheuer, dass sie nur noch 24 % am westdeutschen Verlag hielt. Ein jahrelanger Rechtsstreit zwischen Noa Kiepenheuer und Joseph Caspar Witsch war die Folge. Aufgrund der Teilung Deutschlands wurde eine Rechtsabwicklung zwischen Ost und West von Tag zu Tag komplizierter, was die Chancen Noa Kiepenheuers zunehmend verminderte. Der Rechtsstreit endete nach zwei Jahren am 21. Mai 1951 in Köln mit einem Vergleich: der Gesellschaftervertrag zwischen Gustav Kiepenheuer und Joseph Caspar Witsch wurde aufgehoben, Noa Kiepenheuer erhielt eine äußerst geringe, einmalige Abfindung von 3750 DM. Der Kölner Verlag firmierte ab diesem Zeitpunkt als Kiepenheuer & Witsch Verlag. Noa Kiepenheuer führte den Gustav Kiepenheuer Verlag noch bis zu ihrem Tod am 7. November 1971 mit einer kleinen Belegschaft, bestehend aus drei Mitarbeitern, fort. Die Verlagsführung war äußerst familiär geprägt, das gemeinsame Mittagessen mit den Angestellten und das gegenseitige Vorlesen gehörten dazu. Da das Wohnhaus Noa Kiepenheuers auch gleichzeitig als Verlagssitz diente, lässt sich eine Abgrenzung zwischen privatem und beruflichem Leben nur schwer ziehen. So wohnte der Lektor Jürgen Israel bei freier Kost und Logis im Haus – als Gegenleistung schrieb er Lektorengutachten.
Der gemeinsamen Arbeit mit ihrem Mann gedachte Noa Kiepenheuer 1950 mit der Herausgabe eines Almanachs zum vierzigjährigen Verlagsjubiläum.
Zusammen mit Friedrich Minckwitz gab sie 1958/59 zwei Bände mit Betrachtungen deutscher Dichter des 18./19. Jahrhunderts zu Kindheit und Alter heraus.

## Person des öffentlichen Lebens
Ende der 1920er Jahre bis zur Machtergreifung der NSDAP 1933 nahmen Noa Kiepenheuer und ihr Mann intensiv am kulturellen Leben der blühenden Metropole Berlin teil. Sie verlegten aufstrebende Autoren des literarischen Expressionismus Bertolt Brecht und Anna Seghers, zu den Autoren zählten auch Gottfried Benn, Heinrich Mann, Arnold Zweig, Carl Zuckmayer, Georg Bernhard Shaw und Upton Sinclair. Der intensive Kontakt zu literarischen Persönlichkeiten machte sie zu einer Person des öffentlichen Lebens. Im Verlag gaben sie auch häufig eigene Partys. Wahrscheinlich stammt aus dieser Zeit ihr Namenszusatz „Noa“.
Spätestens ab 1951, nach Ende des Rechtsstreits mit Witsch, zog sich Noa Kiepenheuer zunehmend aus der Öffentlichkeit zurück.

## Schriften
- Die Sommerburg. Ein Malerbuch. Mit 16 Bildtafeln und zahlreichen Textillustrationen von Albert Schaefer-Ast. Kiepenheuer, Berlin 1934.
- Vierzig Jahre Kiepenheuer 1910–1950. Ein Almanach. Herausgegeben von Noa Kiepenheuer. Kiepenheuer, Weimar 1951.
- Das Reich der Kindheit. Aus deutschen Lebenserinnerungen und Dichtungen des XVIII. und XIX. Jahrhunderts. Ausgewählt und zusammengestellt von Noa Kiepenheuer und Friedrich Minckwitz. Kiepenheuer, Weimar 1958.
- Die Welt des Alters. Briefe, Reden, Betrachtungen deutscher Dichter und Denker des XVIII. und XIX. Jahrhunderts. Ausgewählt und zusammengestellt von Noa Kiepenheuer und Friedrich Minckwitz. Kiepenheuer, Weimar 1959.